# Lotzorai
Lotzorai ist eine italienische Gemeinde (comune) mit 2116 Einwohnern (Stand 31. Dezember 2023) in der Provinz Ogliastra auf Sardinien. Die Gemeinde liegt etwa 4 Kilometer nördlich von Tortolì direkt am Tyrrhenischen Meer. Durch die Gemeinde fließt der Rio Pramaera. Die südliche Gemeindegrenze bildet der Rio Grasole.

## Verkehr
Durch die Gemeinde führt die Strada Statale 125 Orientale Sarda.

## Einzelnachweise

Blick auf Lotzorai